# Mesopotamska mitologija
"Ljudi crnih glava", kako su Sumeri sami sebe nazivali, oko 5000 godine p. n. e.. naselili su se između reka Tigar i Eufrat odnosno u Mesopotamiji. Smatra se da su došli u Mesopotamiju iz severozapadne Indije. Oni su prvi civilizovan narod koji je iza sebe ostavio pisane spomenike.

## Mitologija
Sumerska mitologija uticala je na sve antičke, kao i moderne religije. Sumeri su smatrali da su bogovi ljudskog izgleda i da svaki od njih utiče na određene aspekte života običnih smrtnika. U drevnom Sumeru verovali su da su ljudi prvenstveno stvoreni da bi služili bogovima ali da su ipak vremenom oslobođeni. Sumeri su verovali da od bogova zavisi blagostanje, bezbednost, zdravlje i napredak ljudi, zbog toga se svim bogovima ugađalo, vernici su im se klanjali, zidali hramove (zigurate) i ostalo. Svaki Sumerski grad sadržao je bar jedan hram nekog boga iz Sumerskog panteona. Oni koji su upravljali gradovima posvećivali su ga onom bogu za kojeg je hram napravljen i pokušavali da mu ugode zbog opšteg napretka. Sumerski zigurati su preteče Egipatskih piramida. Za razliku od piramida zigurati su služili kao hramovi, dok su piramide grobnice. U hramovima su boravili sveštenici, pevači, svirači.

## Sumerski bogovi
- Anu - U Sumerskoj mitologiji (Asirskoj, Vavilonskoj) Anu je bog neba, bog bogova, duhova i demona. On živi u najvišim nebeskim nivoima. Anu je sudio onima koji su grešili i stvorio je zvezde, vojnike koji uništavaju zle. U umetnosti je često predstavljen kao šakal. Anu je najstariji bog iz Sumerskog panteona.
- Ea - Ea (Enki) je bog vode, inteligencije i kreacije u Sumerskoj mitologiji. Takođe, negde se spominje i kao bog mudrosti i magije. Ea je gospodar podzemnog sveta - Apzu. U Sumerskoj mitologiji podzemni svet je predstavljen kao okean pod zemljom. Njegovi simboli su guska i riba. Njegova planeta bila je Merkur. Ea je bog koji nikada ne vara, ne laže i ne šali se. Svoju magiju koristi samo za dobro čoveka ili boga koji traži pomoć. Na predlog ovog boga stvoreno je čovečanstvo sa svrhom da služi bogovima.
- Sin - Sin je bog meseca. Njegov sveti grad je grad Ur. U Vavilonskoj i Asirskoj mitologiji on dobija ime Sin. Imao je bradu od dragulja i leteo je na biku. Njegovi simboli su polumesec, bik i tronožac. Nomadski narodi obožavali su boga meseca jer ih je štitio i vodio noću dok bi lutali. Sinov hram u Uru zvao se kuća velike svetlosti, a hram u Haranu kuća radosti. Njegova planeta je planeta Venera.
- Šamaš - Šamaš je bio Sumerski bog Sunca. Najčešće je pravda povezana sa ovim bogom. Sve laži i nepravdu ovaj bog iznosi na svetlo.  Šamaš je sin boga meseca Sina.
- Marduk - stvoritelj sveta i svega postojećeg
- Ki
- Ašur
- Ningal
- Inana
- Ištar - boginja plodnosti, telesne ljubavi i rata
- Enlil - bog vazduha. On se smatra najmoćnijim bogom u Sumerskom panteonu bogova. Njegove moći slične su grčkom bogu Zevsu i rimskom bogu Jupiteru.